# Medasina tapaica
Medasina tapaica là một loài bướm đêm trong họ Geometridae.